# Nieves
Nieves är en kommunhuvudort i Mexiko.   Den ligger i kommunen General Francisco R. Murguía och delstaten Zacatecas, i den centrala delen av landet, 600 km nordväst om huvudstaden Mexico City. Nieves ligger 1 914 meter över havet och antalet invånare är 5 296.
Terrängen runt Nieves är lite kuperad. Runt Nieves är det mycket glesbefolkat, med 3 invånare per kvadratkilometer. Närmaste större samhälle är Río Grande, 18,9 km söder om Nieves. Omgivningarna runt Nieves är i huvudsak ett öppet busklandskap.